# Zemplínska šírava

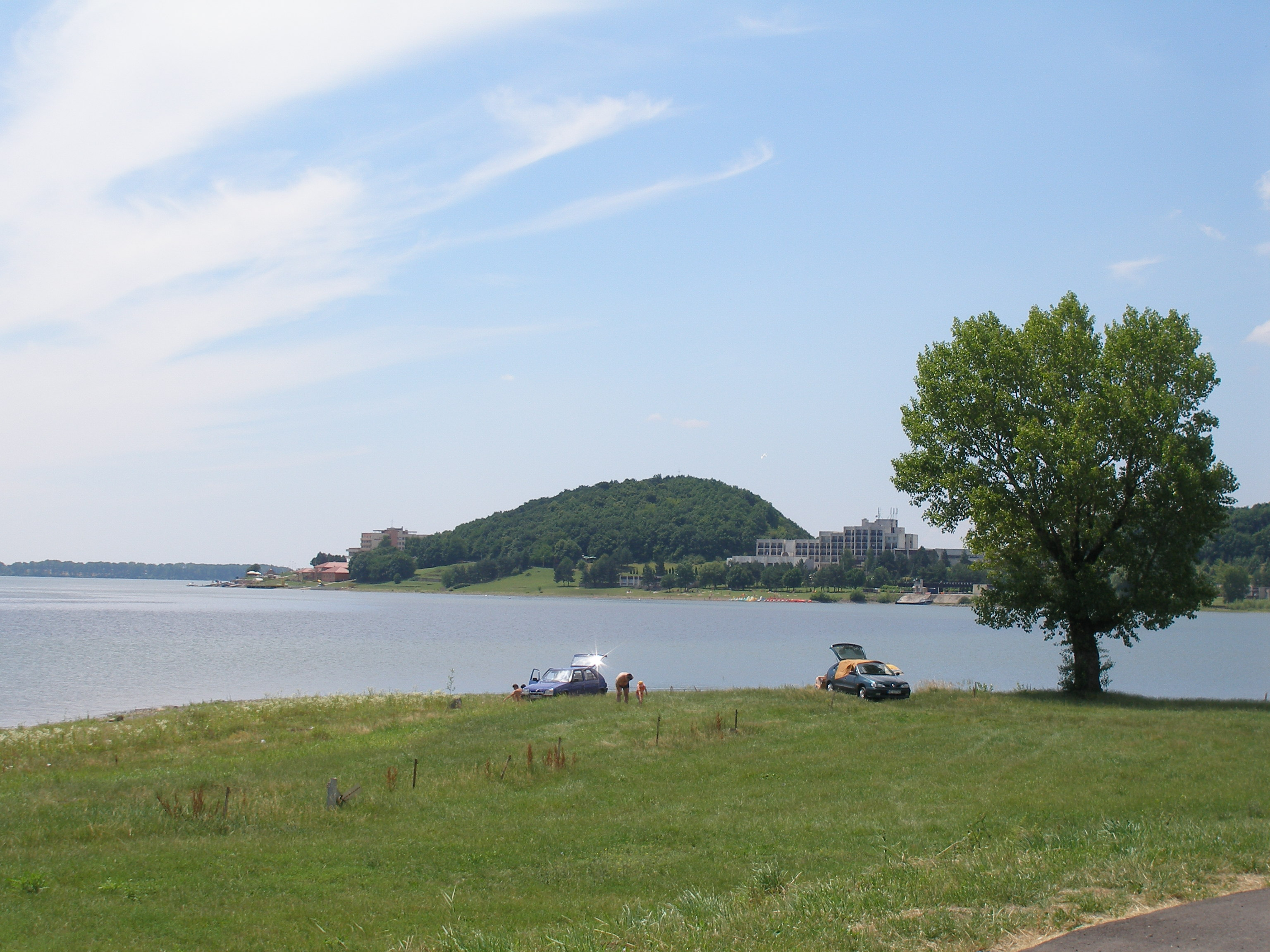
Zemplínska šírava

Zemplínska šírava är en sjö i Slovakien med en yta på 33 km². Sjön är 11 km lång och 3,5 km bred. Medeldjupet är 9,5 meter medan det maximala djupet är 14 meter. Det är

Slovakiens största sjö.